# Konkurs Piosenki Eurowizji 1966
11. Konkurs Piosenki Eurowizji 1966 odbył się 5 marca 1966 w hali Villa Louvigny w Luksemburgu.
Konkurs wygrał Udo Jürgens, reprezentant Austrii z piosenką „Merci, Cherie”. Utwór napisał we współpracy z Thomasem Horbigerem. Reprezentanci Włoch i Monako nie zdobyli ani jednego punktu, zostając tzw. „nul-pointerami”.

## Lokalizacja
Na organizację konkursu w 1966 wybrano Villa Louvigny, czyli miejsce, gdzie wcześniej odbył się Konkurs Piosenki Eurowizji 1962. Budynek służył jako siedziba nadawcy Compagnie Luxembourgeoise de Télédiffusion, poprzednika RTL Group. Znajduje się w Municipal Park, w dystrykcie Ville Haute.

## Przebieg konkursu
W 1966 przywrócono zasadę mówiącą o obowiązku wykonywania konkursowych piosenek w języku narodowym.
W konkursie po raz pierwszy zaśpiewała ciemnoskóra artystka – Milly Scott, reprezentująca Holandię, która była także pierwszą osobą w historii konkursu korzystającą na scenie z przenośnego mikrofonu. Reprezentująca Norwegię Åse Kleveland z kolei przełamała tradycję kobiet występujących na scenie, nie zakładając na tę okazję sukni, a spodnie.
Podczas próby generalnej reprezentant Włoch Domenico Modugno nie był zadowolony z gry orkiestry i zdenerwowany opuścił scenę. Do ostatniej chwili nie było wiadomo, czy wystąpi podczas koncertu na żywo. Ostatecznie wykonał utwór „Dio, come ti amo” i zajął ostatnie miejsce z zerowym dorobkiem punktowym. Pomimo zajęcia słabej pozycji w klasyfikacji finałowej piosenka osiągnęła sukces komercyjny w Afryce Południowej.

## Kraje uczestniczące
W konkursie wzięły udział nadawcy publiczni z 18 państw, które wystartowały również w finale konkursu w 1965.
Dwóch uczestników konkursu brało udział również w poprzednich konkursach. Domenico Modugno po raz trzeci reprezentował Włochy, wcześniej dwukrotnie zajmując miejsce na podium konkursów w 1958 i 1959. Austrię trzeci rok z rzędu reprezentował Udo Jürgens, finalista konkursów w 1964 i 1965.

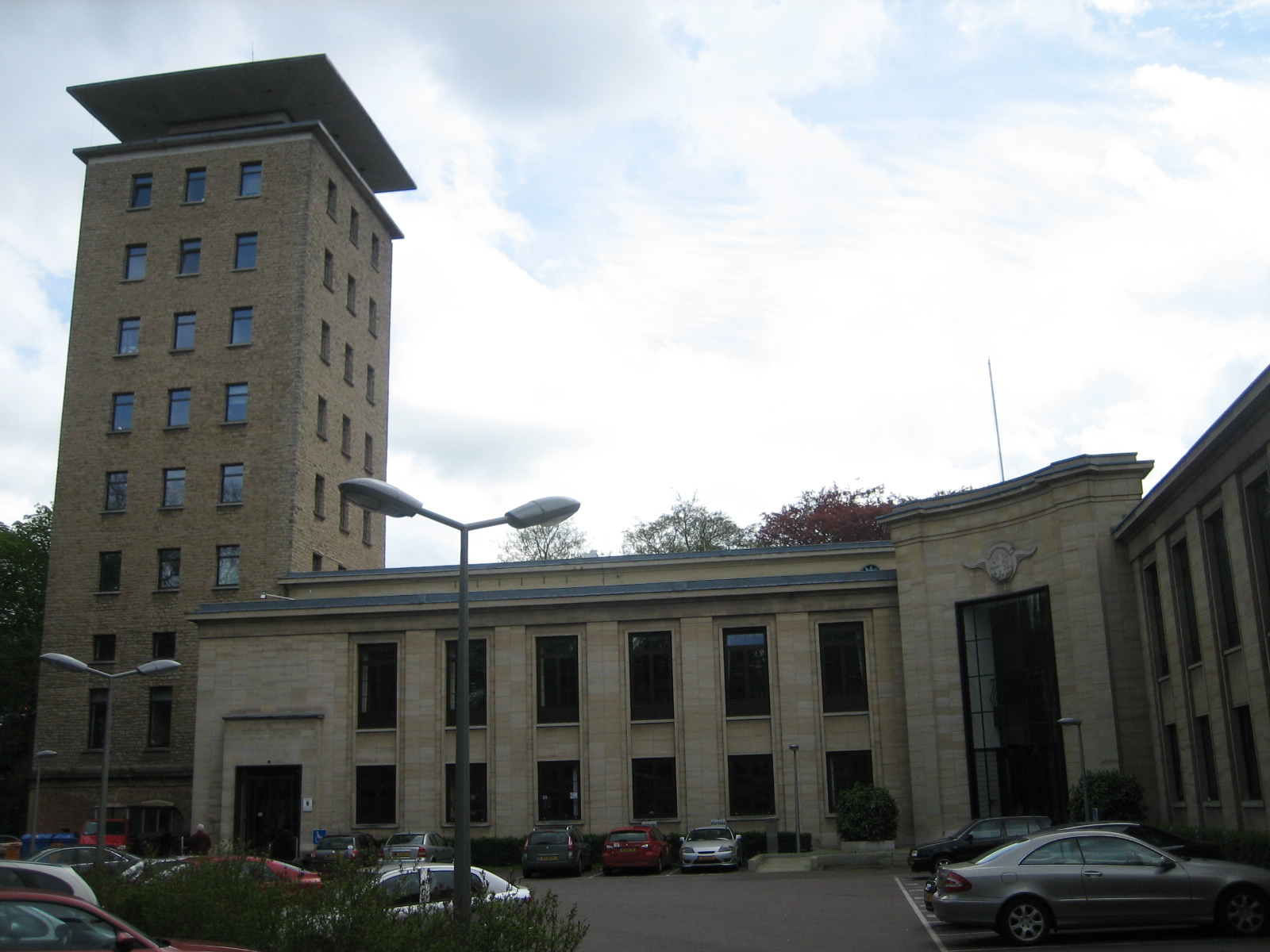
Villa Louvigny, czyli miejsce organizacji 11. Konkursu Piosenki Eurowizji

Dyrygenci
| Jean Roderès                       | Hans Hammerschmid       | Arne Lamberth       | Ossi Runne        |
| ---------------------------------- | ----------------------- | ------------------- | ----------------- |
| - Belgia - Luksemburg - Szwajcaria | - Austria               | - Dania             | - Finlandia       |
| Franck Pourcel                     | Rafael de Ibarbia Serra | Dolf van der Linden | Noel Kelehan      |
| - Francja                          | - Hiszpania             | - Holandia          | - Irlandia        |
| Mojmir Sepe                        | Alain Goraguer          | Willy Berking       | Øivind Bergh      |
| - Jugosławia                       | - Monako                | - Niemcy            | - Norwegia        |
| Jorge Costa Pinto                  | Gert Ove Andersson      | Harry Rabinowitz    | Angelo Giacomazzi |
| - Portugalia                       | - Szwecja               | - Wielka Brytania   | - Włochy          |

## Wyniki
Źródło:
| Lp. | Kraj            | Język                | Wykonawca                        | Piosenka                          | Miejsce | Punkty |
| --- | --------------- | -------------------- | -------------------------------- | --------------------------------- | ------- | ------ |
| 1   | Niemcy          | niemiecki            | Margot Eskens                    | „Die Zeiger der Uhr”              | 10      | 7      |
| 2   | Dania           | duński               | Ulla Pia                         | „Stop – mens legen er go”         | 14      | 4      |
| 3   | Belgia          | francuski            | Tonia                            | „Un peu se poivre, un peu de sel” | 4       | 14     |
| 4   | Luksemburg      | francuski            | Michèle Torr                     | „Ce soir je t'attendais”          | 10      | 7      |
| 5   | Jugosławia      | słoweński            | Berta Ambrož                     | „Brez besed”                      | 7       | 9      |
| 6   | Norwegia        | norweski             | Åse Kleveland                    | „Intet er nytt under solen”       | 3       | 15     |
| 7   | Finlandia       | fiński               | Ann Christine                    | „Playboy”                         | 10      | 7      |
| 8   | Portugalia      | portugalski          | Madalena Iglesias                | „Ele e Ela”                       | 13      | 6      |
| 9   | Austria         | niemiecki, francuski | Udo Jürgens                      | „Merci Chérie”                    | 1       | 31     |
| 10  | Szwecja         | szwedzki             | Lill Lindfors i Svante Thuresson | „Nygammal vals”                   | 2       | 16     |
| 11  | Hiszpania       | hiszpański           | Raphael                          | „Yo soy aquél”                    | 7       | 9      |
| 12  | Szwajcaria      | francuski            | Madeleine Pascal                 | „Ne vois-tu pas?”                 | 6       | 12     |
| 13  | Monako          | francuski            | Tereza Kesovija                  | „Bien plus fort”                  | 17      | 0      |
| 14  | Włochy          | włoski               | Domenico Modugno                 | „Dio, come ti amo”                | 17      | 0      |
| 15  | Francja         | francuski            | Dominique Walter                 | „Chez Nous”                       | 16      | 1      |
| 16  | Holandia        | niderlandzki         | Milly Scott                      | „Fernando en Filippo”             | 15      | 2      |
| 17  | Irlandia        | angielski            | Dickie Rock                      | „Come Back to Stay”               | 4       | 14     |
| 18  | Wielka Brytania | angielski            | Kenneth McKellar                 | „A Man Without Love”              | 9       | 8      |

Legenda:
     1. miejsce
Tabela punktacyjna
|                     |                 | Punkty |        |            |            |          |           |            |         |         |           |            |        |        |         |          |          |                 |   |   |
| Suma punktów        | Niemcy          | Dania  | Belgia | Luksemburg | Jugosławia | Norwegia | Finlandia | Portugalia | Austria | Szwecja | Hiszpania | Szwajcaria | Monako | Włochy | Francja | Holandia | Irlandia | Wielka Brytania |   |   |
| Uczestnicy konkursu | Niemcy          | 7      |        | –          | 1          | –        | –         | –          | –       | –       | –         | –          | –      | 5      | –       | 1        | –        | –               | – | – |
| Uczestnicy konkursu | Dania           | 4      | –      |            | –          | –        | –         | 1          | 3       | –       | –         | –          | –      | –      | –       | –        | –        | –               | – | – |
| Uczestnicy konkursu | Belgia          | 14     | 5      | –          |            | –        | –         | –          | –       | 3       | –         | 1          | –      | –      | –       | –        | –        | 5               | – | – |
| Uczestnicy konkursu | Luksemburg      | 7      | –      | –          | –          |          | –         | –          | –       | –       | 1         | 5          | –      | –      | –       | –        | 1        | –               | – | – |
| Uczestnicy konkursu | Jugosławia      | 9      | 3      | –          | –          | –        |           | –          | 1       | –       | –         | –          | –      | –      | –       | –        | –        | –               | – | 5 |
| Uczestnicy konkursu | Norwegia        | 15     | 1      | –          | –          | –        | –         |            | –       | –       | 3         | 3          | 3      | –      | –       | 5        | –        | –               | – | – |
| Uczestnicy konkursu | Finlandia       | 7      | –      | 3          | –          | –        | –         | 3          |         | –       | –         | –          | –      | –      | –       | –        | –        | 1               | – | – |
| Uczestnicy konkursu | Portugalia      | 6      | –      | 1          | –          | –        | –         | –          | –       |         | –         | –          | 5      | –      | –       | –        | –        | –               | – | – |
| Uczestnicy konkursu | Austria         | 31     | –      | –          | 5          | 5        | 5         | –          | –       | 1       |           | –          | 1      | 3      | 5       | 3        | 3        | –               | – | – |
| Uczestnicy konkursu | Szwecja         | 16     | –      | 5          | –          | –        | –         | 5          | 5       | –       | –         |            | –      | 1      | –       | –        | –        | –               | – | – |
| Uczestnicy konkursu | Hiszpania       | 9      | –      | –          | –          | –        | 1         | –          | –       | 5       | –         | –          |        | –      | –       | –        | –        | –               | – | 3 |
| Uczestnicy konkursu | Szwajcaria      | 12     | –      | –          | –          | 1        | –         | –          | –       | –       | 5         | –          | –      |        | 3       | –        | –        | –               | 3 | – |
| Uczestnicy konkursu | Monako          | –      | –      | –          | –          | –        | –         | –          | –       | –       | –         | –          | –      | –      |         | –        | –        | –               | – | – |
| Uczestnicy konkursu | Włochy          | –      | –      | –          | –          | –        | –         | –          | –       | –       | –         | –          | –      | –      | –       |          | –        | –               | – | – |
| Uczestnicy konkursu | Francja         | 1      | –      | –          | –          | –        | –         | –          | –       | –       | –         | –          | –      | –      | 1       | –        |          | –               | – | – |
| Uczestnicy konkursu | Holandia        | 2      | –      | –          | –          | –        | –         | –          | –       | –       | –         | –          | –      | –      | –       | –        | –        |                 | 1 | 1 |
| Uczestnicy konkursu | Irlandia        | 14     | –      | –          | 3          | –        | 3         | –          | –       | –       | –         | –          | –      | –      | –       | –        | 5        | 3               |   | – |
| Uczestnicy konkursu | Wielka Brytania | 8      | –      | –          | –          | 3        | –         | –          | –       | –       | –         | –          | –      | –      | –       | –        | –        | –               | 5 |   |

## Międzynarodowi nadawcy i głosowanie

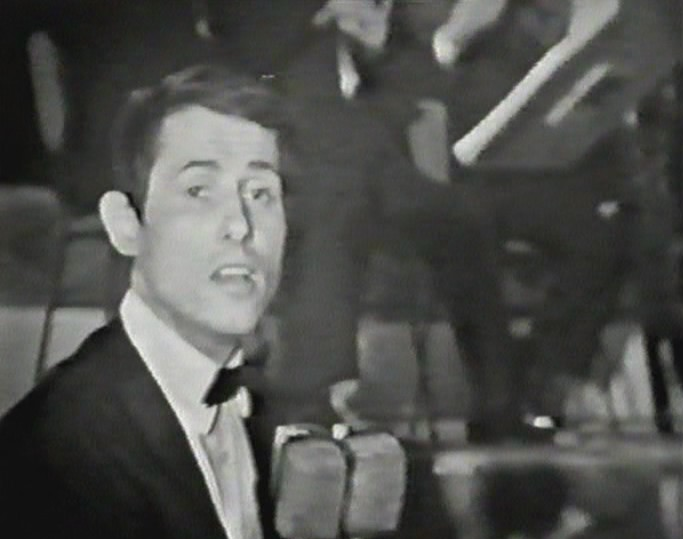
Udo Jürgens, zwycięzca konkursu

Spis poniżej przedstawia kolejność głosowania poszczególnych krajów w 1966 roku wraz z nazwiskami sekretarzy, którzy przekazywali punkty od swojego państwa. Każdy krajowy nadawca miał również swojego komentatora całego festiwalu, który relacjonował w ojczystym języku przebieg konkursu. Nazwiska każdego z nich również są podane poniżej.
| L.p. | Państwo         | Sekretarz                           | Komentator                | Nadawca                   |
| ---- | --------------- | ----------------------------------- | ------------------------- | ------------------------- |
| 01   | Niemcy          | Werner Veigel                       | Hans-Joachim Rauschenbach | ARD Deutsches Fernsehen   |
| 02   | Dania           | Bent Henius                         | TBC                       | DR TV                     |
| 03   | Belgia          | André Hagon                         | Paule Herreman            | RTB                       |
| 03   | Belgia          | André Hagon                         | Herman Verelst            | BRT                       |
| 04   | Luksemburg      | Camillo Felgen                      | Jacques Navadic           | Télé-Luxembourg           |
| 05   | Jugosławia      | Dragana Marković                    | Miloje Orlović            | Televizija Beograd        |
| 05   | Jugosławia      | Dragana Marković                    | Mladen Delić              | Televizija Zagreb         |
| 05   | Jugosławia      | Dragana Marković                    | Tomaž Terček              | Televizija Ljubljana      |
| 06   | Norwegia        | Erik Diesen                         | Sverre Christophersen     | NRK i NRK P1              |
| 07   | Finlandia       | Poppe Berg                          | Aarno Walli               | TV-ohjelma 1              |
| 08   | Portugalia      | Maria Manuela Furtado               | Henrique Mendes           | RTP                       |
| 09   | Austria         | Ernst Grissemann                    | Emil Kollpacher           | ORF                       |
| 10   | Szwecja         | Edvard Matz                         | Sven Lindahl              | Sveriges Radio-TV i SR P1 |
| 11   | Hiszpania       | Margarita Nicola                    | Federico Gallo            | TVE                       |
| 12   | Szwajcaria      | Alexandre Burger                    | Theodor Haller            | TV DRS                    |
| 12   | Szwajcaria      | Alexandre Burger                    | Georges Hardy             | TSR                       |
| 12   | Szwajcaria      | Alexandre Burger                    | Giovanni Bertini          | TSI                       |
| 13   | Monako          | TBC                                 | François Deguelt          | Télé Monte Carlo          |
| 14   | Włochy          | Enzo Tortora                        | Renato Tagliani           | Secondo Programma         |
| 15   | Francja         | Claude Darget                       | François Deguelt          | Première Chaîne ORTF      |
| 16   | Holandia        | Herman Brouwer                      | Teddy Scholten            | Nederland 1               |
| 17   | Irlandia        | Frank Hall                          | Brendan O’Reilly          | Telefís Éireann           |
| 17   | Irlandia        | Frank Hall                          | Kevin Roche               | Radio Éireann             |
| 18   | Wielka Brytania | Michael Aspel                       | David Jacobs              | BBC1                      |
| 18   | Wielka Brytania | Michael Aspel                       | John Dunn                 | BBC Light Programme       |
| –    | Czechosłowacja  | (Kraj nieuczestniczący w konkursie) | TBC                       | Československá televize   |
| –    | NRD             | (Kraj nieuczestniczący w konkursie) | TBC                       | Deutscher Fernsehfunk     |
| –    | Węgry           | (Kraj nieuczestniczący w konkursie) | TBC                       | M1                        |
| –    | Maroko          | (Kraj nieuczestniczący w konkursie) | TBC                       | SNRT                      |
| –    | Polska          | (Kraj nieuczestniczący w konkursie) | TBC                       | TVP                       |
| –    | Rumunia         | (Kraj nieuczestniczący w konkursie) | TBC                       | TVR1                      |
| –    | ZSRR            | (Kraj nieuczestniczący w konkursie) | TBC                       | CT USSR                   |